# Roy Hargrove
Roy Anthony Hargrove (Waco, Texas; 16 d'octubre de 1969 - Nova York; 2 de novembre de 2018) fou un trompetista de jazz estatunidenc guanyador de dos premis Grammy el 1997 i 2002. Hargrove es va caracteritzar pel seu estil de fusionar el bebop amb influències del hip-hop i el rhythm and blues, convertint-se en un dels principals trompetistes americans a finals dels 80.
Hargrove va ser el líder del grup progressista The RH Factor, que va combinar elements de jazz, funk, hip-hop, soul i música gòspel. Va treballar amb estrelles músics com Erykah Badu, John Mayer, Michael Brecker o Herbie Hancock, i va tenir com a mentor a Wynton Marsalis. És considerat un dels líders del moviment neo-bop.

## Biografia

### Naixement i infància
Hargrove va néixer a Waco, Texas, fil de Roy Allan Hargrove i Jacklyn Hargrove. Quan tenia 9 anys, la seva família es va traslladar a Dallas, Texas. Va estudiar trompeta i va ser descobert per Wynton Marsalis quan aquest va visitar l'Escola Preparatoria per a Arts Visuals i d'Actuació Booker T. Washington de Dallas. Una de les seves influències primerenques més profundes va ser la visita al seu centre de secundària del saxofonista David "Fathead" Newman, acompanyant de Ray Charles.

### Carrera musical
Hargrove va passar un any (1988–1989) estudiant al Berklee College of Music de Boston, tot i que sovintejava les jam-sessions de Nova York. Es va traslladar a la The New School de Nova York. El seu primer enregistrament allà va ser amb el saxofonista Bobby Watson. Poc després va gravar amb el grup Superblue, amb Watson, Mulgrew Miller, Frank Lacy i Kenny Washington. El 1990 va publicar el seu primer àlbum en solitari, Diamond in the Rough, al segell Novus/RCA. Va rebre l'encàrrec de la Lincoln Center Jazz Orchestra i va escriure The Love Suite: In Mahogany, que es va estrenar el 1993.
El 1994, aquest cop contractat per Verve, va enregistrar With the Tenors of Our Time, amb Joe Henderson, Stanley Turrentine, Johnny Griffin, Joshua Redman i Branford Marsalis. Va gravar Family el 1995, i posteriorment va experimentar amb un format trio a l'àlbum Parker's Mood el 1995, amb el baixista Christian McBride i el pianista Stephen Scott.
Hargrove va guanyar el premi Grammy al millor àlbum de jazz llatí el 1997 per Habana amb Crisol, la banda afro-cubana que havia fundat. Va guanyar el seu segon Grammy al millor àlbum instrumental de jazz (individual o en grup) el 2002 per Directions in music: live at Massey Hall juntament amb els co-líders Herbie Hancock i Michael Brecker.
A principis dels anys 2000, va formar el grup The RH Factor, que combinava elements del jazz, funk, hip-hop, soul i el gòspel.
Durant la dècada dels 2000, Hargrove va utilitzar un subgènere de jazz amb molt groove i funk, fet que es plasma a l'àlbum Voodoo, interpretant i enregistrant conjuntament amb el cantant de neo-soul D'Angelo. Hargrove també va interpretar la música de Louis Armstrong en la producció musical de Roz Nixon "Dedicated to Louis Armstrong" com a part del Festival de Jazz de Verizon. El 2002 va col·laborar amb D'Angelo i Macy Gray, The Soultronics, i Nile Rodgers, en dos temes per a Red Hot & Riot, un àlbum recopilatori en homenatge a la música de la pionera afrobeat Fela Kuti. Va actuar com a acompanyant de a la pianista de jazz Shirley Horn i el raper Common a l'àlbum Like Water for Chocolate i el 2002 amb la cantant Erykah Badu a Worldwide Underground.

### Defunció
Hargrove morí d'una aturada cardíaca provocada per una insuficiència renal el 2 de novembre de 2018 a l'hospital Mount Sinai a la ciutat de Nova York. Segons el seu mànager Larry Clothier, Roy Hargrove havia estat sotmès a diàlisi durant els darrers 14 anys de la seva vida.

## Discografia

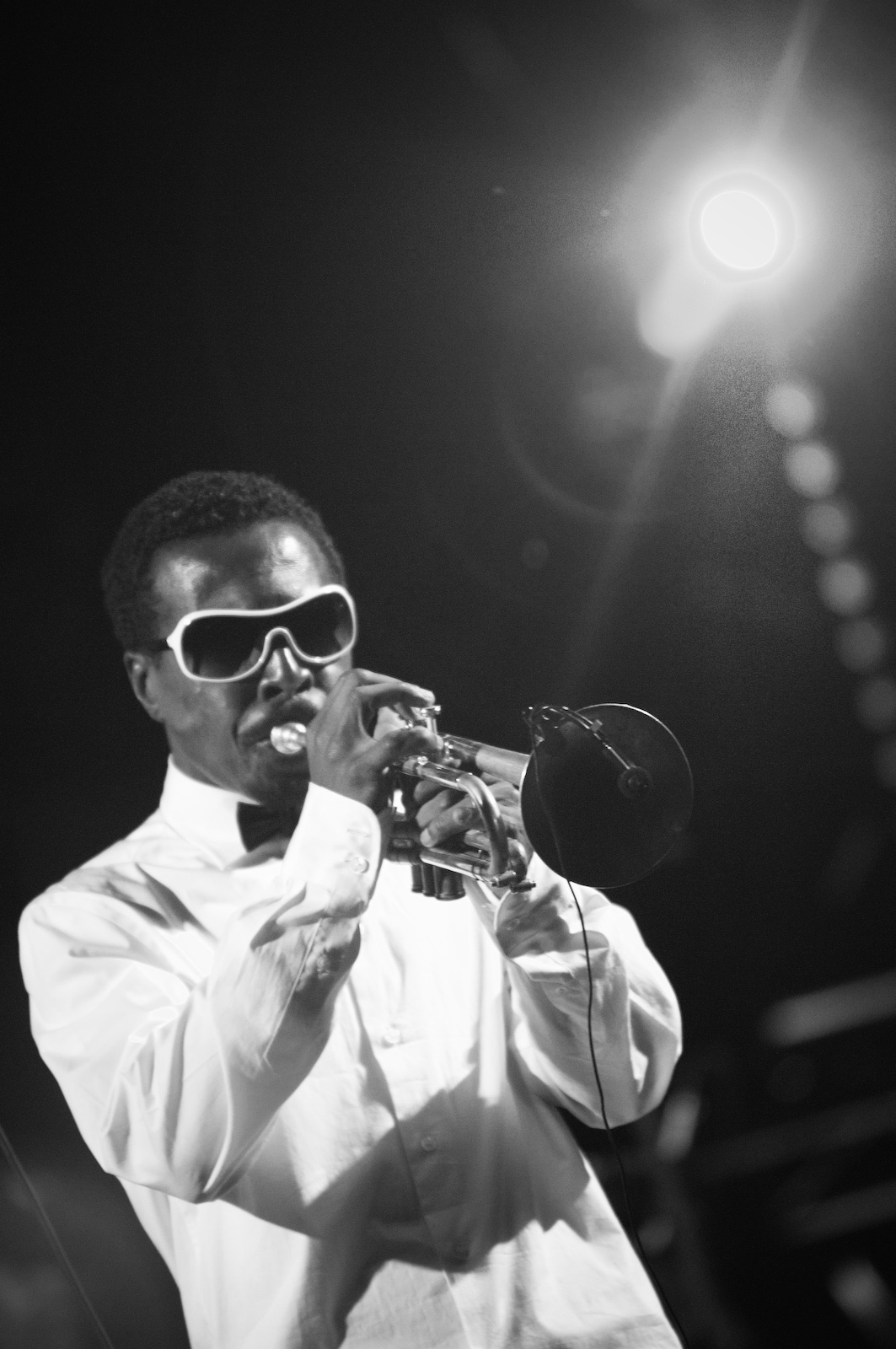
Roy Hargrove tocant amb The RH Factor al Festival Jazz des Cinq Continents, Marsella, el Juliol de 2009

### Intèrpret principal
- 1990: Diamond in the Rough (Novus)[13]
- 1991: Public Eye (Novus)
- 1992: Tokyo Sessions, Roy Hargrove i Antonio Hart (Novus)
- 1992: The Vibe (Novus)
- 1993: Jazz Futures: Live in Concert (Novus)
- 1993: Of Kindred Souls: The Roy Hargrove Quintet Live (Novus)
- 1993: Beauty and the Beast – The Jazz Networks (Novus)
- 1994: Blues 'n Ballads – The Jazz Networks (Novus)
- 1994: Approaching Standards – compilació de temes de quatre àlbums (BMG Music/Jazz Heritage 1995)
- 1994: With the Tenors of Our Time – The Roy Hargrove Quintet (Verve)
- 1995: Family (Verve)
- 1995: Parker's Mood – amb Christian McBride (baix), i Stephen Scott (piano) (Verve)
- 1997: Habana – Roy Hargrove's Crisol (Verve), Guardonat amb el Grammy al millor àlbum de jazz llatí[10]
- 2000: Moment to Moment – Roy Hargrove with Strings (Verve)
- 2002: Directions in Music: Live at Massey Hall – co-liderat amb Herbie Hancock, Michael Brecker (Verve), Guardonat amb el Grammy al millor àlbum de jazz instrumental, individual o en grup[11]
- 2003: Hard Groove – The RH Factor (Verve)
- 2004: Strength – The RH Factor (EP, Verve)
- 2006: Distractions – The RH Factor (Verve)
- 2006: Nothing Serious (Verve)
- 2008: Earfood – The Roy Hargrove Quintet (EmArcy)
- 2009: Emergence – The Roy Hargrove Big Band (Groovin' High)

### Com a acompanyant
- 1988: Bobby Watson & Horizon – No question about it
- 1988: Superblue – Superblue (Blue Note)[14]
- 1989 Manhattan Projects – Dreamboat
- 1989: Carl Allen & Manhattan Projects – Piccadilly Square
- 1989: Ricky Ford – Hard Groovin' (Muse)
- 1990: With Frank Morgan – A Lovesome Thing (Antilles)
- 1990: Ralph Moore – Furthermore (Landmark)
- 1991 Antonio Hart – For the First Time
- 1991: Charles Fambrough – The Proper Angle
- 1991: Jazz Futures – Live in Concert (Novus)
- 1991: Sonny Rollins – Here's to the People (Milestone), tan sols a "I Wish I Knew" i "Young Roy"
- 1992: Jackie McLean – Rhythm of the Earth
- 1992: Jazz Networks – Beauty And The Beast (BMG)
- 1992: Danny Gatton, Joshua Redman, Bobby Watson, Franck Amsallem, Charles Fambrough, Yuron Israel – New York Stories (Blue Note)
- 1993: Bob Thiele Collective – Lion Hearted
- 1993: Steve Coleman – The Tao of Mad Phat (Novus)
- 1993: Jazz Networks – Blues 'N Ballads (BMG)
- 1994: David Sanchez – Sketches of Dreams
- 1994: Johnny Griffin – Chicago-New york-Paris
- 1994: Marc Cary – Cary On
- 1994: Rodney Kendrick – The Secrets of Rodney Kendrick
- 1995: Shirley Horn – The Main Ingredient (Verve)
- 1995: Christian McBride – Gettin' to It
- 1995: Jimmy Smith – Damn!
- 1996: Jimmy Smith – Angel Eyes: Ballads & Slow Jams
- 1996: Cedar Walton – Composer (Astor Place)
- 1996: Oscar Peterson – Meets Roy Hargrove and Ralph Moore (Telarc), amb Ralph Moore, Niels-Henning Ørsted Pedersen and Lewis Nash
- 1997: Kitty Margolis – Straight up with a Twist
- 1998: Shirley Horn – I Remember Miles (Verve)
- 2000: Ray Brown Trio – Some of My Best Friends Are... The Trumpet Players (Telarc)
- 2000: Erykah Badu – Mama's Gun
- 2000: D'Angelo – Voodoo
- 2000: Common – Like Water for Chocolate
- 2001: Roy Haynes – Birds of a Feather: A Tribute to Charlie Parker
- 2002: Natalie Cole – Ask A Woman Who Knows "I'm Glad There Is You" (Verve)
- 2003: Erykah Badu – Worldwide Underground
- 2003: Shirley Horn – May the Music Never End (Verve)
- 2006: Anke Helfrich – Better Times Ahead
- 2006: John Mayer – Continuum
- 2006: Steve Davis – Update
- 2007: Jimmy Cobb Quartet – Cobb's Corner
- 2007: Randal Corsen – Armonia
- 2008: John Beasley – Letter to Herbie
- 2008: Johnny Griffin – Live At Ronnie Scott's
- 2008: Roy Assaf & Eddy Khaimovich Quartet – Andarta (Origin)
- 2009: Jimmy Cobb Quartet – Jazz in the Key of Blue, with Russell Malone (guitarra) i John Webber (baix)
- 2010: Marcus Miller with L'Orchestre Philharmonique de Monte Carlo – A Night in Monte Carlo (Dreyfus/Concord Jazz), with Raul Midón
- 2010: Angelique Kidjo – Õÿö, on "Samba pa ti" only
- 2011: Cyrille Aimée – Cyrille Aimée & Friends (Live at Smalls)
- 2011: Laïka Fatien - Come A Little Closer
- 2011: Roy Haynes – Roy-Alty
- 2011: Stan Killian – Unified
- 2011: Jim Martinez and Friends – He Keeps Me Swinging - Jazz Praise IV
- 2014: D'Angelo – Black Messiah
- 2015: Ameen Saleem – The Grove Lab
- 2017: Johnny O'Neal – In The Moment
- 2018: The 1975 – A Brief Inquiry Into Online Relationships

## Galeria

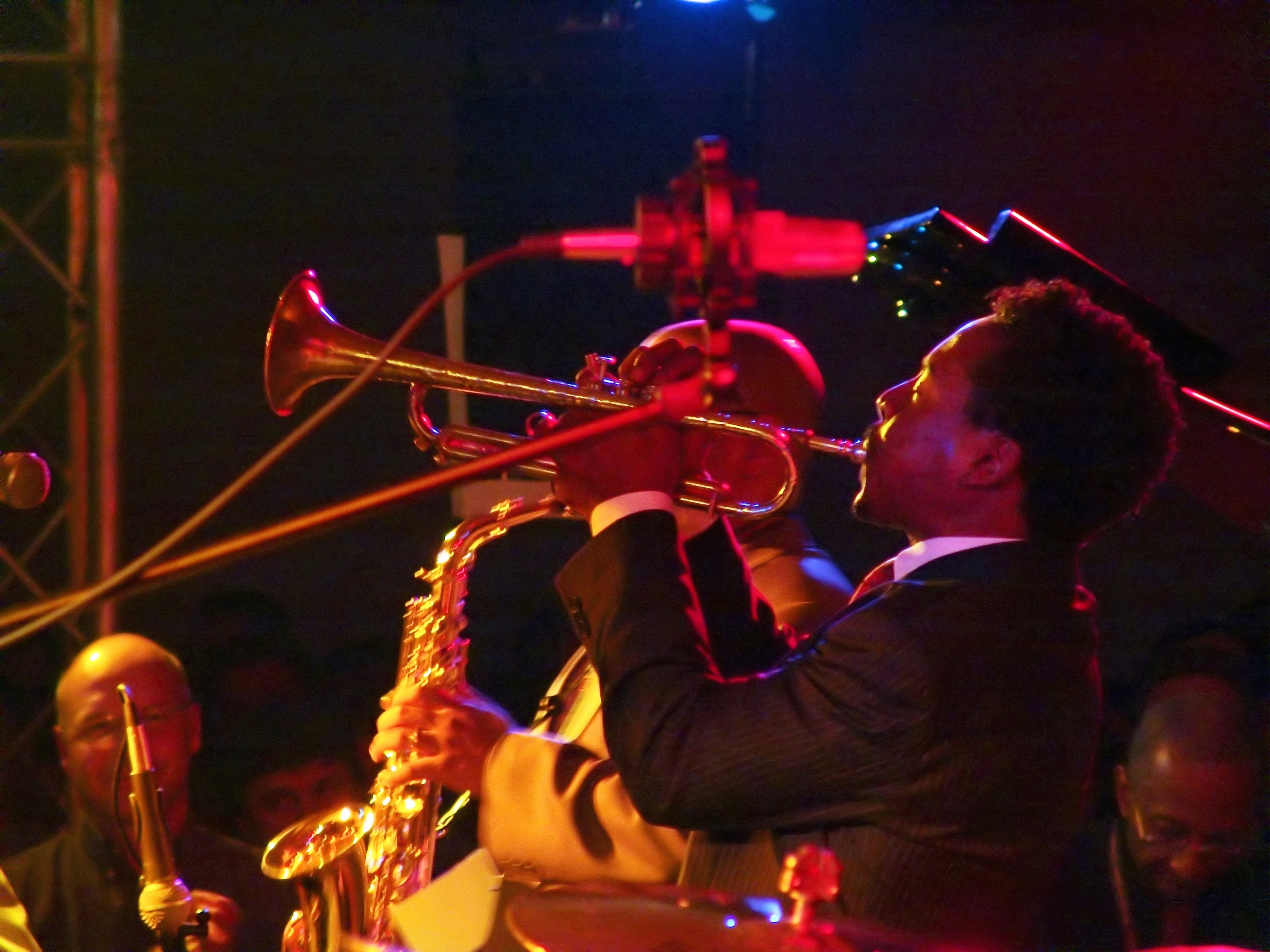
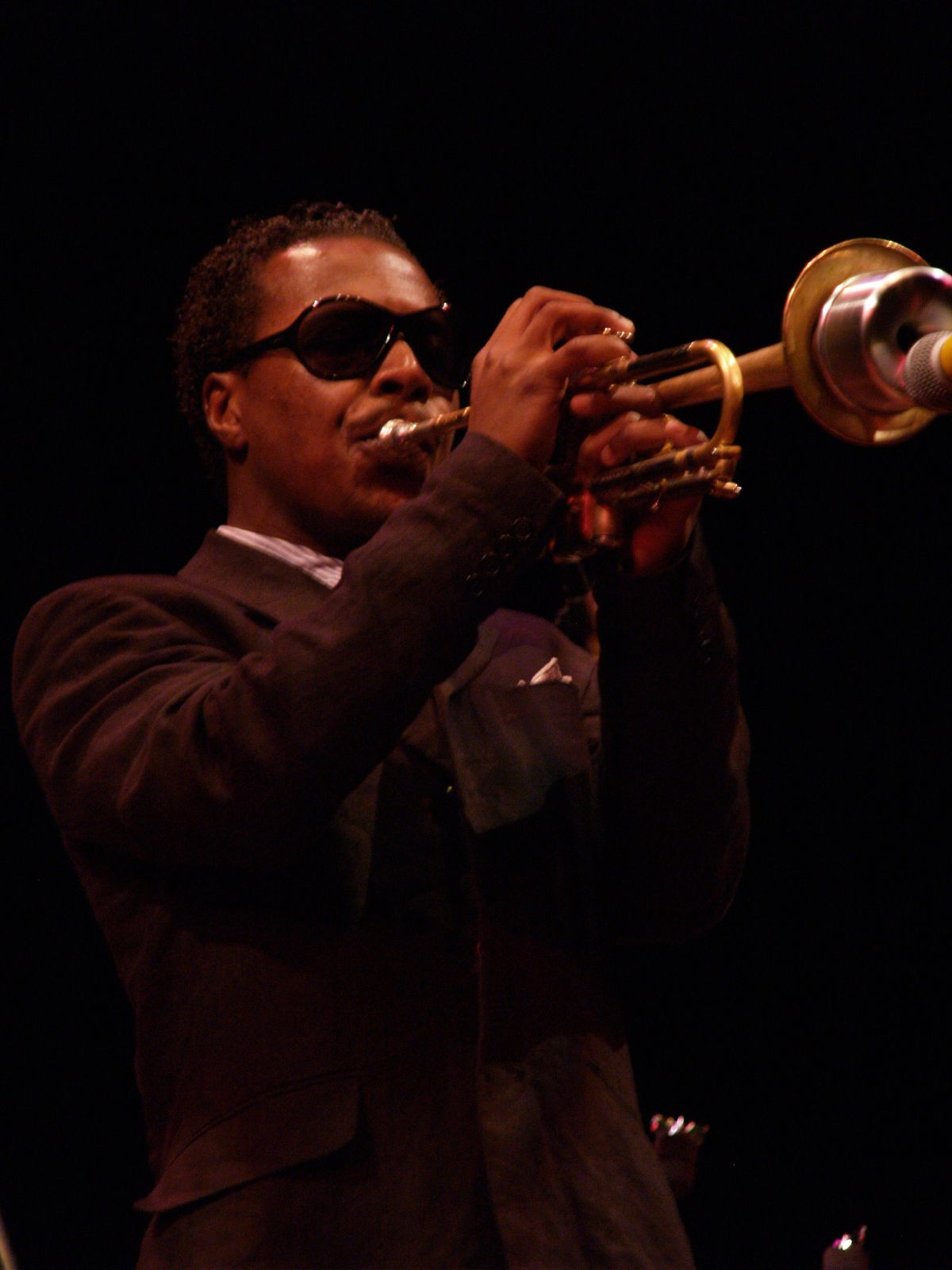
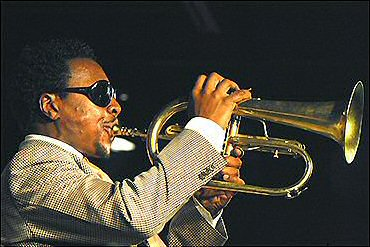
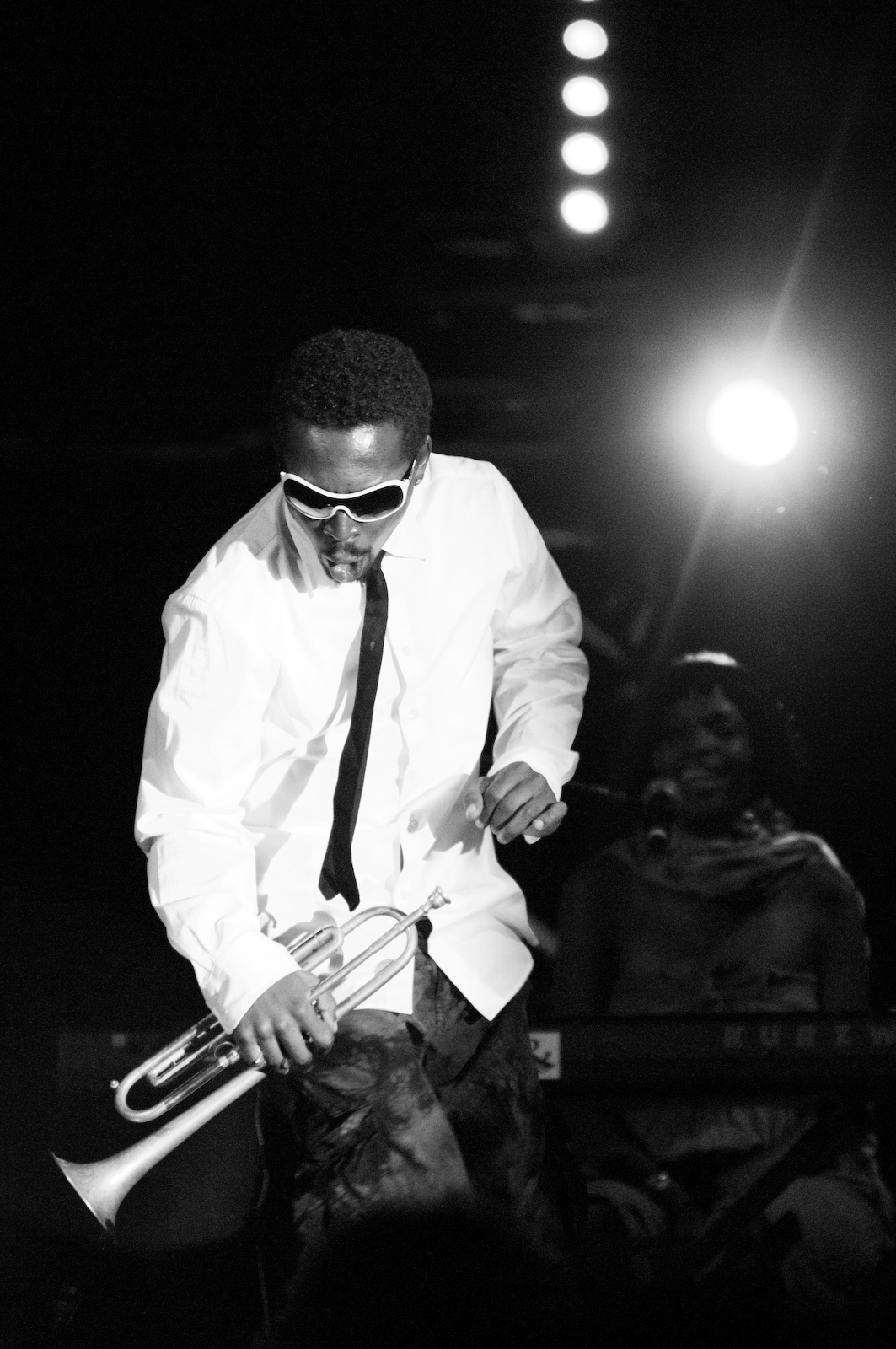
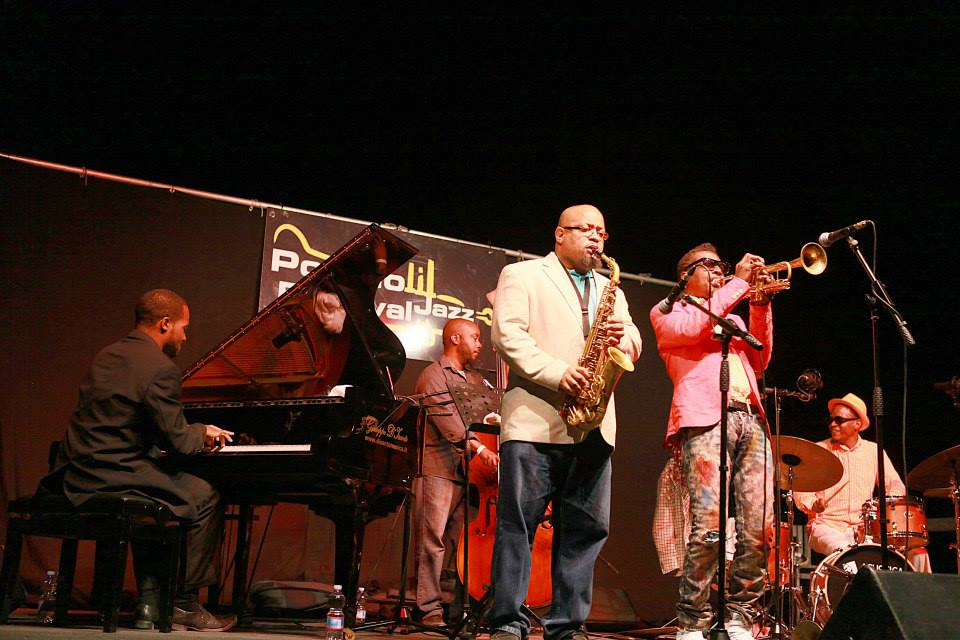
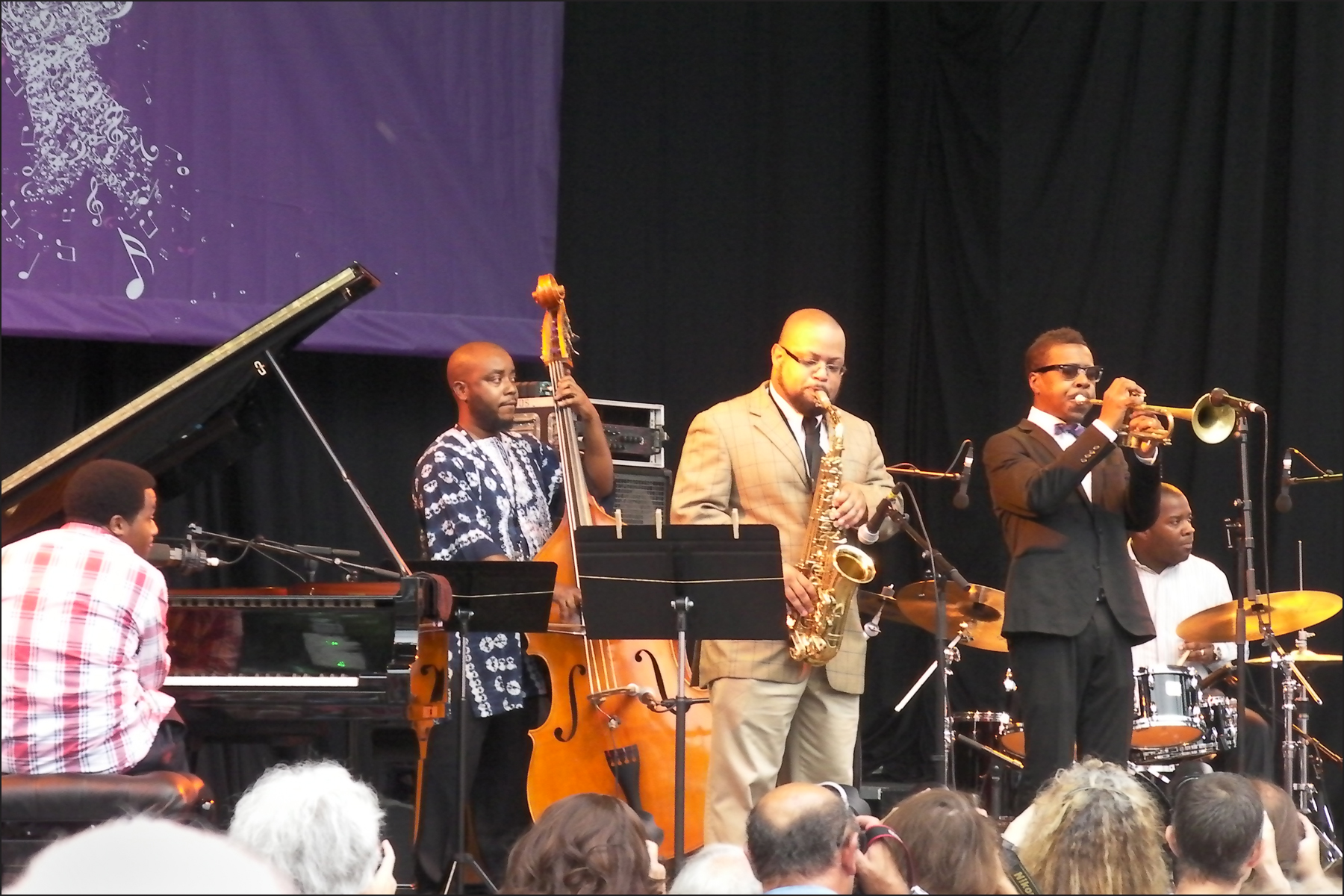